# Lychnis rotundifolia
Lychnis rotundifolia là loài thực vật có hoa thuộc họ Cẩm chướng. Loài này được (Oliv.) M.Popp mô tả khoa học đầu tiên năm 2008.